# Iglesia de Megido
La iglesia de Megido es una antigua casa-iglesia y un sitio arqueológico cerca de las ruinas de Megido, en Galilea, al norte de Israel, que alberga los cimientos de uno de los lugares de culto cristianos más antiguos jamás descubiertos. Siendo una de las muy escasas estructuras conocidas con este propósito que remontan a la primera mitad del siglo III, su datación se basa en varios vestigios, que incluyen monedas de la época, piezas de arcilla de objetos de alfarería, e inscripciones que corresponden al comienzo del período preniceno. Actualmente, su datación más aceptada es de ca. 230, en cuyo caso sería la sala de oración de culto cristiano más antigua jamás hallada.
Por encima de todo destaca un suelo de mosaico bien conservado, que al parecer fue cuidadosamente ocultado cuando el sitio fue abandonado durante la gran persecución de las comunidades cristianas primitivas de Judea en 303, emprendida por el emperador romano Diocleciano; concretamente, la estructura parece haber sido abandonada con prisa en 305. El lugar del yacimiento corresponde a la antigua ciudad romana de Legio, antiguamente conocida en hebreo como Kefar Otani.

## Historia y descripción
El yacimiento fue hallado en 2005 por el arqueólogo israelí Yotam Tepper de la Universidad de Tel Aviv (aunque según otra versión el hallazgo lo realizó un reo de la contigua cárcel de Meguidó), y paso seguido se procedió a su excavación y limpieza, tareas realizadas en su día por reos de la dicha prisión militar, proyecto que acaparó los titulares de la prensa del momento. Tras un minucioso proceso de datación, se estableció que se trataba de un edificio del siglo III; se pudo concluir que los congregantes del lugar disfrutaban de un cierto período de tranquilidad, suficiente para poder desarrollar numerosos objetos de arte religioso, lo cual sugeriría que la iglesia fuera anterior a los tiempos convulsos de la segunda mitad de siglo. Esta interpretación, sin embargo, ha sido cuestionada por otros expertos, que han situado la estructura varias décadas más tarde (véase a continuación).
El sitio incluye un mosaico de 54 m², en muy buen estado de conservación, que reúne textos, figuras geométricas y representaciones de peces, símbolo utilizado por los primeros cristianos. Está conformado por cuatro paneles, uno a cada lado de lo que debió ser una mesa eucarística (trapeza), rodeadas de teselas monocromáticas decoradas con rosetas y teselaciones de rombos, y bordeadas por marcos con formas entrelazadas. Los textos están escritos en griego antiguo y, según indica la propia pieza, el artista de la obra fue un tal Brucio.
El panel sur, adornado con una alfombra de rosetones, presenta dos de las tres inscripciones del mosaico; mientras que la tercera está en el panel norte, que presenta un octógono rodeado de cuadrados separados por rombos y triángulos, y formas que incluyen una greca (meandro griego), un escudo, dos lunas, una flor, un damero, y, en el centro, un prisma «tridimensional» que encierra un medallón con las imágenes de los dos peces, posiblemente una lubina y un atún. En el centro de la superficie, a pie de lo que parece haber sido un arco, hay dos piedras rectangulares que se cree que eran dos de las patas de la trapeza.

La inscripción en la parte superior del panel norte está dedicada a Gayano, el centurión que pagó la realización del suelo de mosaico:
Gaiano, también llamado Porfirio, centurión, nuestro hermano y dignatario, hizo realizar este suelo de su propia cuenta como un acto de liberalidad. Brucio logró [llevó a cabo / concluyó] el trabajo.
La inscripción en el lado occidental del panel sur está dedicada a «Akeptous, amante de Dios... quien ofreció la mesa a Dios Jesucristo como memorial [o recordación/homenaje]». Con ‘memorial’ se refiere probablemente a la sagrada comunión, con lo que se trataría de la mesa eucarística, coincidiendo con la interpretación que se atribuye a las patas de piedra en medio de la sala, y sería una de las referencias arqueológicas (es decir, no basadas en textos) más tempranas a esta práctica. La ubicación de la mesa coincidiría además con la disposición de restos de mesas similares en las iglesias del norte de África, sugiriendo que la cena se celebraba en los siglos III-IV en medio de la congregación de fieles, y no en una parte del santuario reservada al clero.
Un dato notable en la inscripción es el uso de algunas palabras como mnemosynon para ‘recordar’, que no era común en esa época pero se usa con frecuencia en el Nuevo Testamento, lo mismo que prosferein para ‘ofrecer’, de uso frecuente en los Evangelios. Desde el punto de vista teológico, la importancia del hallazgo es que confirma la consideración de Jesús como Dios ya en esta temprana fase de la todavía joven religión. También notable es la abreviación del nombre de Jesucristo, que emplea las primera y última letras del nombre y una línea por encima que lo designa como nombre sagrado, siendo el mosaico de Megido la evidencia más temprana de esta práctica, más conocida de épocas posteriores. No se sabe con certeza a quién se refiere el nombre de Akeptous, aunque es posible que sea un derivado del latín Acceptus, en cuyo caso puede referirse a un esclavo (cosa posible, tratándose de una morada humilde).
La inscripción del lado opuesto del mismo panel, que ha recibido el nombre de Inscripción de las Mujeres, hace llamamiento al recuerdo de «Primilla, Cyriaca y Dorothea, y además de Chreste». Por la forma de empleo de las palabras, se sobreentiende que estas cuatro mujeres podrían haber sido mártires de esta comunidad. La disposición de los paneles de mosaico, enfrentando las inscripciones de las mujeres con las de los hombres, puede sugerir que en el cristianismo primitivo, hombres y mujeres estaban sentados en lados opuestos de la mesa, al menos durante los eventos religiosos.

## Datación y comparación con otras estructuras
Las inscripciones griegas presentan características paleográficas que las ubican en el siglo III. Un análisis de los demás hallazgos ha sugerido el año 230 como fecha de la construcción de la casa. De ser cierto, disputaría con la iglesia-casa de Dura Europos, situada al este de Siria (a orillas del Éufrates, en una ubicación que hubiera correspondido a la provincia romana de Celesiria), la designación de lugar de oraciones cristiano más antiguo descubierto hasta la fecha, ya que esta última ha sido tradicionalmente fechada en ca. 233/235, si bien una datación más reciente la ubica alrededor de 241. En el caso de la casa siria, se han preservado además valiosos objetos de culto religioso como una pila bautismal y murales internos que representan escenas bíblicas tanto del Antiguo como del Nuevo Testamento, siendo la estructura cristiana más antigua en conservar estos objetos clave en la práctica religiosa cristiana.
A día de hoy, no se ha alcanzado un consenso sobre la datación definitiva de la casa de Megido, con propuestas que la ubican incluso «solo» hacia finales del siglo III. Sea como fuere, tanto en este caso como en el de la casa-iglesia siria, se trataría de estructuras anteriores a su uso religioso, probablemente antiguas dependencias romanas. En el caso de Megido, expertos como el antropólogo Joe Zias, quien fue durante años catedrático y curador del departamento de Arqueología y Antropología de la Autoridad de Antigüedades de Israel, han defendido la existencia del edificio en las primeras décadas del tercer siglo, y probablemente antes, pero claramente anterior a su uso como lugar de culto cristiano. En este aspecto, podría ser contemporáneo de iglesias como la de Abu Mena, en Egipto. También cabe mencionar los antiguos espacios subterráneos de la basílica de San Juan y San Pablo, en Roma, que habían servido como dependencias romanas entre el primer y tercer siglo, aunque como iglesia solo a finales del siglo IV (si bien, algunos historiadores italianos alegan que el lugar sirvió brevemente como una iglesia primitiva ya en el siglo I; en todo caso, la basílica actual en sí es una construcción del siglo IX). De hecho, el edificio más antiguo que fue erigido como templo cristiano desde su concepción, del que se tiene constancia en la actualidad, es la iglesia de Áqaba, al sur de Jordania, a dos kilómetros de la frontera con Israel. Fue construida en dos fases, la primera de ellas fechada en ca. 300 (distintos cálculos arrojan fechas como 293 o 303), pocos años antes de la persecución diocleciana.